# Madaras
Madaras este un sat în districtul Bácsalmás, județul Bács-Kiskun, Ungaria, având o populație de 3.063 de locuitori (2011). 

## Demografie
Componența etnică a satului Madaras
     Maghiari (96,6%)
     Romi (1,74%)
     Necunoscut (0,12%)
     Alții (1,55%)
Componența confesională a satului Madaras
     Romano-catolici (58,41%)
     Fără religie (7,87%)
     Reformați (4,08%)
     Necunoscută (29,09%)
     Alte religii (1,04%)
Conform recensământului din 2011, satul Madaras avea 3.063 de locuitori. Din punct de vedere etnic, majoritatea locuitorilor (96,6%) erau maghiari, cu o minoritate de romi (1,74%). Apartenența etnică nu este cunoscută în cazul a 0,12% din locuitori.  Din punct de vedere confesional, majoritatea locuitorilor (58,41%) erau romano-catolici, existând și minorități de persoane fără religie (7,87%) și reformați (4,08%). Pentru 29,09% din locuitori nu este cunoscută apartenența confesională.